# جون هدسون (موسيقي)
جون هدسون (بالإنجليزية: Jon Hudson)‏ هو موسيقي أمريكي، ولد في 13 أبريل 1968.

## وصلات خارجية
- جون هدسون على موقع ميوزك برينز (الإنجليزية)
- جون هدسون على موقع أول ميوزيك (الإنجليزية)
- جون هدسون على موقع ديسكوغز (الإنجليزية)